# Hovmantorps landskommun
Hovmantorps landskommun var en tidigare kommun i Kronobergs län.

## Administrativ historik
När 1862 års kommunalförordningar trädde i kraft inrättades denna landskommun i Hovmantorps socken i Konga härad i Småland. 1919 inrättades ett municipalsamhälle, likaledes med namnet Hovmantorp inom kommunen.
År 1939 bröts en del av dess område ut för att tillsammans med likaledes utbrutna delar ur Ljuder och  Herråkra bilda Lessebo köping.
För resterande Hovmantorp innebar kommunreformen 1952 att municipalsamhället upplöstes, samtidigt som landskommunen ombildades till Hovmantorps köping och att tidigare Furuby landskommun gick upp i denna köping. 
1971 delades köpingen, varvid Hovmantorps församling gick till Lessebo kommun och Furuby församling till Växjö kommun.

## Politik

### Mandatfördelning i valen 1938-1946
| 2 | 12 | 6 |

| 19 |

| 2 | 12 | 4 | 2 |

| 19 |

| 2 | 12 | 1 | 1 | 4 |

| 19 |